# Toyota Carina
Toyota Carina var en serie af store mellemklassebiler bygget af den japanske bilfabrikant Toyota mellem sommeren 1970 og midten af 2001 i talrige generationer, og som senere blev afløst af Toyota Allion og Toyota Avensis. Allerede den første Carina-serie dannede basis for den i efteråret 1970 introducerede sportscoupé Toyota Celica.

## Carina (A12, 1970−1975)
Den første generation af Carina blev bygget mellem efteråret 1970 og slutningen 1975. I starten fandtes modellen kun i to karrosserivarianter, en 2- eller 4-dørs sedan og to benzinmotorer på 58 kW (79 hk) og 63 kW (86 hk). Carina fandtes i udstyrsvarianterne DX og ST. Alle modeller havde 4-trins T40-gearkasse, undtagen ST-modellerne som havde fem gear.
I 1972 fik A12 et facelift, hvor bl.a. tankpåfyldningsstudsen ikke længere var placeret bagpå bilen. I 1973 kom den første Carina med dieselmotor, og i 1975 fik Carina det sidste facelift før modelskiftet.
Udover sedanmodellen, som blev solgt i alle lande, fandtes der i Japan også en todørs hardtopcoupé. På basis af Carina opstod Celica A20 og A35.

## Carina (A14, 1975−1978)
Ligesom forgængeren fandtes A14 både med to og fire døre. Dog fandtes Carina nu kun med 55 kW (75 hk)-motor. Den sportslige ST-variant udgik.
Denne generation var dog ikke kun optisk og teknisk meget anderledes end forgængeren. Med anden generation voksede også akselafstanden. Den todørs hardtopcoupé kunne stadigvæk kun fås i Japan.

## Carina (A4, 1978−1982)
A4-modellen blev introduceret i foråret 1978. For første gang kunne Carina i Europa nu fås som femdørs stationcar. Samtidig udgik todørsmodellen, som nu kun kunne fås i Japan. Dieselmotoren udgik, men benzinmotorerne havde fortsat samme effekt. Udstyrsvarianterne fik nye navne, grundmodellen hed slet og ret Carina, derudover fandtes der Deluxe og GL. Deluxe fandtes kun med automatgear.
I januar 1980 kom der et facelift, og fra oktober måned samme år kunne den femtrins gearkasse fås til alle modeller, herunder Deluxe. Grundmodellen blev samtidig omdøbt til DX. På basis af Carina blev Celica A40 bygget, ligesom en firedørsmodel med tilnavnet Camry. Den todørs sedan og hardtopcoupéen var forbeholdt det japanske marked.

## Carina (A6, 1982−1988)
Med en byggetid på knap to år (starten af 1982 til efteråret 1983) fik modelserien A6 kun et kort liv. Karrosseriet var i forhold til A4 tydeligt glattere og mere kantet.
I Japan blev forgængeren fortsat solgt som Celica A60 og Celica Camry. Hardtopcoupéen blev nu også markedsført i Europa. Stationcarversionen kunne i Japan også købes med en til tung last egnet Heavy Duty-undervogn.
Selv om efterfølgeren allerede blev introduceret i slutningen af 1983, blev den sidste baghjulstrukne Carina-modelserie fortsat bygget i bestemte udførelser frem til 1988.

## Carina (T150/T160, 1984−1988)
Fra starten af 1984 delte Carina sin forhjulstrukne platform med Corona, men var dog sportsligere udlagt end Corona.

### Carina II T15 (1984−1987)
Til det europæiske marked blev Carina i foråret 1984 afløst af Carina II. Den var i modsætning til Carina identisk med den japanske Toyota Corona. Stationcaren udgik, i stedet kom modellen som Liftback (femdørs combi coupé med stor bagklap, og delt fremklappeligt og i hældningen justerbart bagsæde). Motorprogrammet gik fra 63 kW (86 hk) til 75 kW (102 hk). Udover DX fandtes modellerne GL, XL, SX og GLi. Combi coupé kunne fås med automatgear.
I december 1985 fik modellen et facelift. Der kom nye motorer, herunder en toliters dieselmotor, som på det tidspunkt var den største motor i Carina-historien.
I 1986 fik 1,6-litersmotorerne katalysator, og i 1987 tilkom en yderligere 1,6-litersmotor og 1,8'eren udgik.

## Carina T170/T180

### Carina II (T17, 1988−1992)
I december 1987 kom Carina-serien med modelkode T17 på markedet. I starten fandtes den ikke med 2,0-motor, men i stedet med en ny 2,0 16V-motor med 89 kW (121 hk). Der var kun to udstyrsvarianter, XL (1,6) og GL (1,6 og 2,0). Den senere følgende 2,0-motor, som sågar var udstyret med katalysator, kunne som den eneste model leveres med automatgear. I september fik også 1,6'eren med 66 kW (90 hk) katalysator. Samtidig kom Carina 2000, en sportslig combi coupé-specialmodel.
I marts 1990 fik Carina T17 et facelift. 1,6 16V-motoren med 66 kW (90 hk) fik nu multipoint-indsprøjtning i stedet for elektronisk styret karburator, hvorved effekten steg til 72 kW (98 hk). Denne motor var den første såkaldte Magermix-motor i Carina. Ved en forbrugsorienteret kørestil kunne der opnås et brændstofforbrug på 5,5 til 6,0 liter pr. 100 km.
Som alternativ til de ovenfor nævnte motorer fandtes Carina T17 også med en 2,0-liters sugedieselmotor med 51 kW (69 hk).
Produktionen blev indstillet i januar 1992.
- Bagfra
- Toyota Carina T17 combi coupé (1988–1992)
- Toyota Carina II stationcar (1988−1992)

### Sikkerhed
Det svenske forsikringsselskab Folksam vurderer flere forskellige bilmodeller ud fra oplysninger fra virkelige ulykker, hvorved risikoen for død eller invaliditet i tilfælde af en ulykke måles. I rapporterne Hur säker är bilen? er/var Carina i årgangene 1988 til 1992 klassificeret som følger:
- 1999: Som middelbilen[2]
- 2001: Som middelbilen[3]
- 2003: Ned til 15% dårligere end middelbilen[4]
- 2007: Som middelbilen[5]
- 2009: Som middelbilen[6]
- 2011: Som middelbilen[7]

## Carina (T190, 1992−1997)

### Carina E T19 (1992−1997)
Carina E (E for Europa) hhv. Carina T19 var udviklet specielt til det europæiske marked, og produktionen startede i februar 1992 og blev fra december 1992 flyttet fra Japan til Burnaston i England. Modellen var fortsat teknisk identisk med Corona. Med sin Magermix-motor fik bilen et benzinforbrug, som med 6,5 liter pr. 100 km (sedan og combi coupé med 1,8-benzinmotor med 79 kW (107 hk)) lå under flere minibiler. Karrosseriet var i modsætning til Carina II tydeligt større. Bilen fandtes ligesom forgængeren i tre karrosserivarianter (sedan, combi coupé og stationcar); udover flere forskellige benzinmotorer fandtes der fra 1996 også en 2,0-liters turbodieselmotor med 65 kW (88 hk), hovedsageligt i Belgien og Østrig.
GTI-versionen fandtes udelukkende som femdørs combi coupé.Dog blev der produceret nogle få sedaner.
I midten af 1996 fik modellen udover et facelift forbedret passiv sikkerhed (airbags, etc.). I oktober 1997 blev produktionen indstillet og modellen afløst af den nye Avensis.
På basis af Carina E blev der mellem sommeren 1996 og midten af 2001 fremstillet en MPV med navnet Toyota Picnic.
- Toyota Carina E sedan (1992–1998)
- Toyota Carina E combi coupé (1992–1997)
- Toyota Carina E stationcar (1992–1997)
- Toyota Carina E GTI (1992−1997)

### Tekniske data
|                                                | 1.6                 | 1.6                 | 1.6                 | 1.8                 | 2.0                             | 2.0                             | 2.0 GTI              | 2.0 GTI              | 2.0 D              | 2.0 TD             |
| Byggeår                                        | 1992−1996           | 1992−1997           | 1997                | 1995−1997           | 1992−1996                       | 1996−1997                       | 1992−1994            | 1994−1997            | 1992−1996          | 1996−1997          |
| Motordata                                      |                     |                     |                     |                     |                                 |                                 |                      |                      |                    |                    |
| Motortype                                      | R4-benzinmotor      | R4-benzinmotor      | R4-benzinmotor      | R4-benzinmotor      | R4-benzinmotor                  | R4-benzinmotor                  | R4-benzinmotor       | R4-benzinmotor       | R4-dieselmotor     | R4-dieselmotor     |
| Antal ventiler pr. cylinder                    | 4                   | 4                   | 4                   | 4                   | 4                               | 4                               | 4                    | 4                    | 2                  | 2                  |
| Ventilstyring                                  | DOHC, tandrem       | DOHC, tandrem       | DOHC, tandrem       | DOHC, tandrem       | DOHC, tandrem                   | DOHC, tandrem                   | DOHC, tandrem        | DOHC, tandrem        | OHC, tandrem       | OHC, tandrem       |
| Fødesystem                                     | Multipoint          | Multipoint          | Multipoint          | Multipoint          | Multipoint                      | Multipoint                      | Multipoint           | Multipoint           | Hvirvelkammer      | Hvirvelkammer      |
| Trykladning                                    | –                   | –                   | –                   | –                   | –                               | –                               | –                    | –                    | –                  | Turbolader         |
| Køling                                         | Vandkøling          | Vandkøling          | Vandkøling          | Vandkøling          | Vandkøling                      | Vandkøling                      | Vandkøling           | Vandkøling           | Vandkøling         | Vandkøling         |
| Boring × slaglængde                            | 81,0 × 77,0 mm      | 81,0 × 77,0 mm      | 81,0 × 77,0 mm      | 81,0 × 85,5 mm      | 86,0 × 86,0 mm                  | 86,0 × 86,0 mm                  | 86,0 × 86,0 mm       | 86,0 × 86,0 mm       | 86,0 × 85,0 mm     | 86,0 × 85,0 mm     |
| Slagvolume                                     | 1587 cm³            | 1587 cm³            | 1587 cm³            | 1762 cm³            | 1998 cm³                        | 1998 cm³                        | 1998 cm³             | 1998 cm³             | 1975 cm³           | 1975 cm³           |
| Kompressionsforhold                            | 9,5:1               | 9,5:1               | 9,5:1               | 9,5:1               | 9,5:1                           | 9,5:1                           | 10,0:1               | 10,3:1               | 23,0:1             | 23,0:1             |
| Maks. effekt ved omdr./min.                    | 85 kW (115 hk) 6000 | 79 kW (107 hk) 6000 | 73 kW (99 hk) 5800  | 79 kW (107 hk) 5600 | 98 kW (133 hk) 5800             | 93 kW (126 hk) 5600             | 116 kW (158 hk) 6400 | 129 kW (175 hk) 7000 | 54 kW (73 hk) 4600 | 65 kW (88 hk) 4000 |
| Maks. drejningsmoment ved omdr./min.           | 147 Nm 4800         | 137 Nm 5200         | 130 Nm 4800         | 150 Nm 2800         | 183 Nm 4600                     | 178 Nm 4400                     | 186 Nm 4800          | 186 Nm 4800          | 132 Nm 2800        | 177 Nm 2200        |
| Kraftoverførsel                                |                     |                     |                     |                     |                                 |                                 |                      |                      |                    |                    |
| Drivende hjul                                  | Forhjul             | Forhjul             | Forhjul             | Forhjul             | Forhjul                         | Forhjul                         | Forhjul              | Forhjul              | Forhjul            | Forhjul            |
| Gearkasse (standardudstyr)                     | 5-trins manuel      | 5-trins manuel      | 5-trins manuel      | 5-trins manuel      | 5-trins manuel                  | 5-trins manuel                  | 5-trins manuel       | 5-trins manuel       | 5-trins manuel     | 5-trins manuel     |
| Gearkasse (ekstraudstyr)                       | –                   | –                   | –                   | 4-tris automatisk   | 4-tris automatisk               | 4-tris automatisk               | –                    | –                    | –                  | –                  |
| Præstationer1                                  |                     |                     |                     |                     |                                 |                                 |                      |                      |                    |                    |
| Topfart                                        | 195 km/t            | 190 km/t            | 185 km/t            | 190 km/t            | 205 km/t (200 km/t)             | 205 km/t (200 km/t)             | 215 km/t             | 225 km/t             | 165 km/t           | 175 km/t           |
| Acceleration 0-100 km/t                        | 11,4 sek.           | 11,4 sek.           | 11,9 sek.           | 11,2 sek.           | 9,0 sek. (10,7 sek.)            | 9,0 sek. (10,7 sek.)            | 8,4 sek.             | 8,4 sek.             | 16,4 sek.          | 12,3 sek.          |
| Brændstofforbrug pr. 100 km ved blandet kørsel | 7,2 liter Blyfri 95 | 6,6 liter Blyfri 95 | 6,6 liter Blyfri 95 | 6,5 liter Blyfri 95 | 7,5 liter (7,6 liter) Blyfri 95 | 7,5 liter (7,7 liter) Blyfri 95 | 8,2 liter Blyfri 95  | 7,4 liter Blyfri 95  | 6,1 liter Diesel   | 6,0 liter Diesel   |

### Sikkerhed
Det svenske forsikringsselskab Folksam vurderer flere forskellige bilmodeller ud fra oplysninger fra virkelige ulykker, hvorved risikoen for død eller invaliditet i tilfælde af en ulykke måles. I rapporterne Hur säker är bilen? er/var Carina i årgangene 1992 til 1997 klassificeret som følger:
- 1999: Mindst 40% bedre end middelbilen[2]
- 2001: Mindst 20% bedre end middelbilen[3]
- 2003: Ned til 15% dårligere end middelbilen[4]
- 2005: Som middelbilen[8]
- 2007: Dårligere end middelbilen[5]
- 2009: Dårligere end middelbilen[6]
- 2011: Dårligere end middelbilen[7]
- 2013: Mindst 40% dårligere end middelbilen[9]

## Carina (T210, 1996−2001)
I midten af 1996 blev den sidste generation af Carina introduceret. Den var identisk med Corona Premio, og blev i sommeren 2001 afløst af Toyota Allion.